# Hans Barth (Wissenschaftsautor)
Hans Barth (* 13. November 1934 in Seiden, Siebenbürgen; † 4. August 2011 in Aschaffenburg) war ein siebenbürgisch-deutscher Publizist und Wissenschaftsautor. Er ist vor allem durch seine Arbeiten über den Raumfahrtpionier Hermann Oberth bekannt.

## Leben und Wirken
Hans Barth wurde als viertes Kind von Johann Barth und Susanna geb. Ludwig geboren. Er besuchte ab 1942 eine deutschsprachige Volksschule in Bulkesch und von 1950 bis 1954 die Technische Fachschule für Maschinenbau in Mediasch, die er mit einem Diplom im Fach Energietechnik abschloss. Anschließend arbeitete er als Techniker in Temesvar, Bukarest, Mamaia, Konstanza, Mediasch und Blasendorf.
1963 wurde er Fachjournalist bei der deutschsprachigen Tageszeitung Neuer Weg für die Region Kronstadt. Von 1965 bis 1970 studierte er im Abendkurs Elektrotechnik an der Universität Kronstadt und wurde 1970 Mitarbeiter für Forschung und Lehre am
Institut für Elektrotechnik und Elektrische Maschinen. 1976 wurde er mit der Arbeit Optimierung der Leistungsparameter bei magnetohydrodynamischen Drehstrompumpen zum Dr. Ing. promoviert. 
1971 wurde er Autor der Zeitschrift Karpatenrundschau und Honorarprofessor am Institut für Elektrotechnik und Elektrische Maschinen der Universität Kronstadt.
1973 nahm an einem Raumfahrtkongress in Feucht bei Nürnberg teil und wurde Mitglied der Hermann-Oberth-Gesellschaft. 1975 erhielt er auf dem Raumfahrtkongress in Garmisch-Partenkirchen die Hermann-Oberth-Medaille in Gold. 1979 wurde er Mitglied des Kuratoriums der Hermann-Oberth-Gesellschaft. 1982 nahm er gemeinsam mit Hermann Oberth am Kongress „25 Jahre Sputnik 1“ in Moskau teil und erhielt die Ziolkowski-Medaille für Verdienste um die Raumfahrt.
1985 siedelte er in die Bundesrepublik Deutschland über und nahm die deutsche Staatsbürgerschaft an. Wohnhaft war er bei Familie Oberth in Feucht. Er wurde Mitglied der Sektion für Raumfahrtgeschichte der International Academy of Astronautics. 1986 wurde er Leiter des Hermann-Oberth-Raumfahrt-Museum in Feucht. Ab 1987 war er im VDE-Verlag Fachredakteur für die neue Zeitschrift mikroelektronik. Seinen Wohnsitz verlegte er zunächst nach Bad Homburg vor der Höhe und 1988 nach Offenbach am Main.
2001 nahm er in Rumänien an den Feierlichkeiten der rumänischen Raumfahrtbehörde anlässlich des 20. Jahrestages des Raumfluges von Dumitru Prunariu teil. Dabei wurde ihm vom rumänischen Staatspräsidenten Ion Iliescu eine Jubiläumsmedaille verliehen.
2010 erkrankte er an Lungenkrebs und verstarb am 4. August 2011 in Aschaffenburg.
Hans Barth war ab 1959 verheiratet mit Maria geb. Sander. Sie hatten einen Sohn (* 1960) und eine Tochter (* 1963).

## Auszeichnungen
- 1975: Hermann-Oberth-Medaille in Gold
- 1982: Ziolkowski-Medaille
- 1998: Ehrenmitglied im Orden Alexander der Große
- 2001: Jubiläumsmedaille anlässlich des Raumfluges von Dumitru Dorin Prunariu

## Schriften
Hans Barth veröffentlichte Arbeiten über Wissenschafts- und Technikgeschichte mit den Schwerpunkten Raketentechnik und Anwendungen der Weltraumtechnik zum Nutzen der Menschheit.
- Hermann Oberth. Titan der Weltraumfahrt. Kriterion, Bukarest 1974.
Rumänisch:  Hermann Oberth. Titanul navigaţiei spat̜iale. Kriterion, Bukarest 1975 und 1979.
- Der Mond. Ion Creangă, Bukarest 1978.
- (Hrsg.): Von Honterus zu Oberth. Bedeutende siebenbürgisch-deutsche Naturwissenschaftler, Techniker und Mediziner. Kriterion, Bukarest 1980.
- Das Weltall. Ion Creangă, Bukarest 1980.
- Die Energie. Ion Creangă, Bukarest 1981.
- Das Raumzeitalter. Der Weg in die Unendlichkeit. Mit einem Vorwort von Hermann Oberth. Dacia, Cluj-Napoca 1981.
- Raumfahrt. Ion Creangă, Bukarest 1983.
- Conrad Haas. Kriterion, Bukarest 1983. Neuauflage: Johannis-Reeg-Verlag, Heilbronn um 2005, ISBN 3-937320-55-5.
- Hermann Oberth. Leben, Werk und Auswirkung auf die spätere Raumfahrtentwicklung. Uni, Feucht 1985, ISBN 3-924899-00-2.
- (Mitverfasser): Die Siebenbürger Sachsen in den Jahren 1848–1918. Böhlau, Köln 1988, ISBN 3-412-05587-5.
- Hermann Oberth: „Vater der Raumfahrt“. Autorisierte Biographie. Mit einem Vorwort von Wernher von Braun. Bechtle, Esslingen, München 1991, ISBN 3-7628-0498-2.
- Weltraumtechnik für die Umwelt. Bechtle, Esslingen 1997, ISBN 3-7628-0545-8.
- Hermann Oberth. Der wirkliche Vater der Weltraumfahrt. VDI, Düsseldorf 2008, ISBN 978-3-18-150052-1.